# Jens Wittke
Jens Wittke (* 17. November 1964) ist ein ehemaliger deutscher Fußballspieler. Er spielte in der DDR-Oberliga, der höchsten Spielklasse des DDR-Fußballverbandes, für den 1. FC Magdeburg, den FC Vorwärts Frankfurt/Oder und die BSG Stahl Eisenhüttenstadt. Für Rot-Weiss Essen war er in der 2. Bundesliga aktiv.

## Sportliche Laufbahn

### Gemeinschafts-, Club- und Vereinsstationen

#### 1. FC Magdeburg
Jens Wittke begann seine Laufbahn im Männerbereich des Fußballs in der Saison 1983/84 bei der 2. Mannschaft des 1. FC Magdeburg, dem er bereits in der Nachwuchsabteilung angehörte, in der drittklassigen Bezirksliga. Am 27. Februar 1985 absolvierte er im FDGB-Pokalviertelfinalrückspiel zwischen dem FCM und BSG Chemie Leipzig (4:1) sein erstes Spiel für die Oberligaelf des Clubs. Nach einem weiteren Pokaleinsatz kam er am 22. März 1986 zu seinem ersten Oberligaspiel. In der Begegnung des 18. Spieltages der Saison 1985/86 FCM – Rot-Weiß Erfurt wurde er in 57. Minute eingewechselt. Es blieb bei diesen drei Einsätzen in der 1. Mannschaft des FCM. Wittke gehörte zunächst weiter bis April 1987 zum Aufgebot der 2. Mannschaft in der Magdeburger Bezirksliga.

#### FC Vorwärts Frankfurt
Im Mai 1987 trat Wittke seinen Wehrdienst an und wurde zum Fußballclub der DDR-Armeesportvereinigung, dem FC Vorwärts Frankfurt/Oder, abkommandiert. Dieser setzte ihn ab August 1987 in seiner Oberligamannschaft ein, mit der er die ersten acht Saisonpunktspiele als Mittelfeldspieler bestritt. Sein erstes Oberligator konnte der 1,80 Meter große Wittke am 4. Spieltag der Saison 1987/88 erzielen. In der Partie FCV – Stahl Riesa (2:2) brachte er seine Mannschaft in der 27. Minute mit 1:0 in Führung. Am achten Spieltag verletzte sich Wittke so stark, dass er für den Rest der Saison nicht mehr in der Oberliga eingesetzt werden konnte. In der Ligaelf FCV II wurde er 1987/88 im Anschluss daran auch nur einmal aufgeboten. Am Saisonende stieg die 1. Mannschaft des FC Vorwärts in die DDR-Liga ab. Jens Wittke wurde er erneut für die 1. Mannschaft nominiert, kam aber bis Ende Oktober 1988 nicht mehr zum Einsatz.

#### Stahl Eisenhüttenstadt
Nach seiner Entlassung aus der Armee kehrte Wittke im November 1988 in die Region Magdeburg zurück und schloss sich dem DDR-Ligisten Motor Schönebeck an. Dort avancierte er sofort zum Stammspieler und bestritt von den bis zum Saisonende verbliebenen 24 Punktspielen 21 Partien und wurde mit neun Treffern noch Torschützenkönig der Schönebecker. Zur Saison 1989/90 nahm ihn Trainer Günter Reinke mit zum Oberligaaufsteiger Stahl Eisenhüttenstadt. Doch auch dort ereilte Wittke das gleiche Verletzungspech wie in Frankfurt. Bereits am fünften Oberligaspieltag verletzte er sich nach vier Einsätzen als Stürmer erneut und musste bis Ende November pausieren. Danach hatte er fast nur noch Kurzeinsätze, kam bis zum Ende der Saison nur auf insgesamt 16 Oberligaspiele und erzielte dabei lediglich ein Tor. In der zweiten Oberligasaison wurde Jens Wittke nur dreimal in der Oberliga eingesetzt, während sein Bruder Axel, der ihm nach Eisenhüttenstadt gefolgt war, 24 Oberligaspiele bestritt. Jens Wittke verpasste auch die Teilnahme am letzten DDR-Pokalendspiel, das die inzwischen in den Eisenhüttenstädter FC Stahl umgewandelte Mannschaft gegen den letzten DDR-Meister Hansa Rostock mit 0:1 verlor. Durch die Finalteilnahme hatte sich der FC Stahl sowohl für den DFB-Supercup als auch für den Wettbewerb um den Europapokal der Pokalsieger 1991/92 qualifiziert. Im Supercupspiel gegen Werder Bremen, das die Eisenhüttenstädter mit 0:1 verloren, wirkte Wittke 65 Minuten als rechter Angreifer mit. Im Europapokal bestritt der EFC Stahl zwei Spiele gegen den türkischen Vertreter Galatasaray Istanbul (1:2, 0:3). Wittke kam nur im Hinspiel im eigenen Stadion von der 82. Minute an zum Einsatz. In der durch die Wiedervereinigung bedingten letzten DDR-Oberligaaaison konnte sich der FC Stahl nur für die drittklassige Amateur-Oberliga qualifizieren. Dort spielte Wittke noch bis zum Ende der Saison 1992/93.

#### Rot-Weiss Essen
In der Spielzeit 1993/94 gehörte Wittke zum Aufgebot des Aufsteigers in die 2. Bundesliga, Rot-Weiss Essen. Dort führte er sich mit einem Tor am ersten Spieltag erfolgversprechend ein. Doch beginnend mit dem 4. Spieltag war er nur noch Wechselspieler. Zwischen dem 8. und 19. Spieltag kam er überhaupt nicht zum Einsatz und bestritt über die gesamte Saison nur acht Punktspiele. Essen erhielt für die folgende Spielzeit keine Lizenz und Wittke wechselte zum FC Gütersloh in die viertklassige Oberliga Westfalen. Mit dieser Mannschaft stieg er 1995 in die damals drittklassige Regionalliga auf. Danach beendete er seine Laufbahn als Leistungssportler. Nach einem Zwischenspiel bei der unterklassigen SG Aufbau Eisenhüttenstadt kehrte Wittke nach Magdeburg zurück. Dort spielte er um die Jahrtausendwende zunächst in der 1. Mannschaft und später bei den Alten Herren des MSV Börde Magdeburg.

### Auswahleinsätze
In der Qualifikation für die U-16-EM 1982 spielte das FCM-Talent im Trikot der DDR-Jugendauswahl. Die ostdeutsche Auswahl um Wittke scheiterte im weiteren Verlauf des Wettbewerbs knapp an den DFB-Altersgenossen in der Zwischenrunde (1:1, 2:3).

## Trivia
Sein Bruder Axel Wittke war ebenfalls Fußballspieler. Mit seinen 28 DDR-Oberligaspielen und acht Einsätzen in der 2. Bundesliga reichte Jens Wittke nicht an die erfolgreichere Karriere seines vier Jahre älteren Bruders heran, der 187 DDR-Oberligapartien und 126 Begegnungen in der 2. Bundesliga absolvierte. Jens ist Onkel der ebenfalls in Regionalliga und Oberliga aktiven Söhne von Axel, Kevin (* 1984) und Ricky (* 1988).